# Голдин, Клаудия
Клаудия Дейл Голдин (англ. Claudia Dale Goldin; род. 14 мая 1946, Бронкс, Нью-Йорк) — американский экономист, историк экономики и специалист по экономике труда, а также по гендерным вопросам. Доктор философии (1972), профессор Гарвардского университета и сотрудница Национального бюро экономических исследований, член Национальной академии наук США (2006) и Американского философского общества (2015). Зачастую называется в числе десяти самых влиятельных женщин-экономистов в мире. Лауреат Нобелевской премии по экономике (2023) за исследование проблематики гендерного неравенства на рынке труда.

## Биография
Родилась в еврейской семье; выросла в Бронксе, где её родители — менеджер текстильной фабрики Леон Голдин (1918—2011) и директор средней школы Люсиль Голдин (урождённая Розанская, 1919—2020) — поселились в основанном страховой компанией MetLife жилом комплексе Паркчестер. С ранних лет хотела стать археологом. Училась в Bronx High School of Science. В 1967 году закончила Корнеллский университет со степенью бакалавра экономики с отличием по всем предметам, в 1969 году получила магистерскую степень по экономике в Чикагском университете, и в 1972 году там же — степень доктора философии по экономике. Её наставниками были Alfred E. Kahn, Гэри Беккер (нобелевский лауреат 1992 года) и Роберт Фогель (нобелевский лауреат 1993 года).
В 1971—1973 годах ассистент-профессор экономики Висконсинского университета в Мадисоне. В 1973—1979 годах ассистент-профессор экономики Принстонского университета и в 1987—1988 годах там приглашенный фелло. В 1982—1983 годах член Института перспективных исследований. С 1979 года ассоциированный, в 1985—1990 годах полный профессор экономики Пенсильванского университета, в 1983—1984 годах директор тамошней аспирантуры. А с 1990 года, являясь первой женщиной-экономистом в постоянном штате (как и в Пенсильванском университете), именной профессор (Henry Lee Professor) экономики Гарвардского университета; в 1975—1976 годах там приглашённый лектор экономики.
В 1993—1994 годах приглашённый фелло Брукингского института, в 1997—1998 годах приглашённый учёный Фонда Рассела, в 2005—2006 годах приглашенный сотрудник Института перспективных исследований Рэдклиффа. Директор Программы развития американской экономики (в течение 28 лет до 2017 года) и ассоциированный сотрудник Национального бюро экономических исследований.
В 2013 года президент, а в 1990—1991 годах вице-президент Американской экономической ассоциации. В 1999—2000 годах президент, в 1988 году вице-президент Ассоциации экономической истории. Член Американской академии искусств и наук (1992), член Общества клиометрики с 2010 года, член Общества экономики труда с 2005 года, член Американской академии политических и социальных наук с 2006 года, член Эконометрического общества с 1991 года.
В 1984—1988 годах редактор Journal of Economic History, в настоящее время ассоциированный редактор Quarterly Journal of Economics (член его редколлегии с 1991) и член ряда редколлегий.
Как отмечают, К. Голдин "продемонстрировала, что занятость среди замужних женщин снизилась в 1800-х годах из-за сдвига в экономике от сельского хозяйства к промышленности. Тем не менее, она также показала, как занятость женщин увеличилась в следующем столетии из-за роста сектора услуг". Ее исследования "проливают свет на трансформационный характер 1970-х годов для женщин в Соединенных Штатах, особенно отмеченный поздним вступлением в брак, увеличением числа женщин, имеющих доступ к высшему образованию, и заметным прогрессом на рынке труда. Кроме того, она подчеркивает, что рост популярности противозачаточных таблеток в этот период устранил значительный стимул для ранних браков, позволив женщинам получить дополнительное время для установления идентичности за пределами домашних ролей".
Муж и соавтор — профессор экономики Гарвардского университета Лоуренс Кац.

## Награды и отличия[4]
- Стипендия Гуггенхайма (1987—88)
- 1990 — премия Ричарда Лестера за выдающиеся книги в области экономики труда и трудовых отношений (за книгу «Понимание гендерного разрыва»)[13]
- Allan Sharlin Memorial Book Award (1991)[14]
- 1994 — почётный Doctor of Humane Letters[англ.] университета Небраски
- Spencer Foundation[англ.], Major Research Grants (1996—2003)
- 1999 — Bogen Visiting Professor of Economics, Еврейский университет в Иерусалиме
- 2000 — Professional Achievement Citation Чикагского университета
- 2002 — Marshall Lecturer Кембриджа
- 2008 — премия Р. Р. Хокинса[англ.] от Ассоциации американских издателей[англ.]
- 2009 — премия Ричарда Лестера за выдающиеся книги в области экономики труда и трудовых отношений (за книгу «Гонка между образованием и технологией»)
- 2009 — приз Минcера от Общества экономики труда за карьерные достижения в области экономики труда
- 2009 — приз Джона Коммонса от почётного общества Омикрон Дельта Эпсилон[англ.] за карьерные достижения
- 2011 — почётный доктор honoris causa Лундского университета
- 2016 — премия в области экономики труда[англ.] от Института экономики труда за выдающиеся научные достижения в области экономики труда.
- 2017 — Lindahl Lectures[15]
- BBVA Foundation Frontiers of Knowledge Award (2018)
- Erwin Plein Nemmers Prize in Economics[англ.] (2020)
- Почётная степень Doctor of Humane Letters, Дартмутского колледжа (2022)[16]
- 2023 — Нобелевская премия по экономике